# 科捷列夫卡 (克拉斯諾庫特西克區)
50°2′13″N 34°57′0″E / 50.03694°N 34.95000°E
科泰萊夫卡（烏克蘭語：Котелевка）是位於烏克蘭東部的村莊，由哈爾科夫州博霍杜希夫區的克拉斯諾庫特斯克市鎮負責管轄。該村始建於1675年，面積2.84平方公里，海拔高度126米，2001年人口65，人口密度每平方公里22.9人。